# Peter Nobel

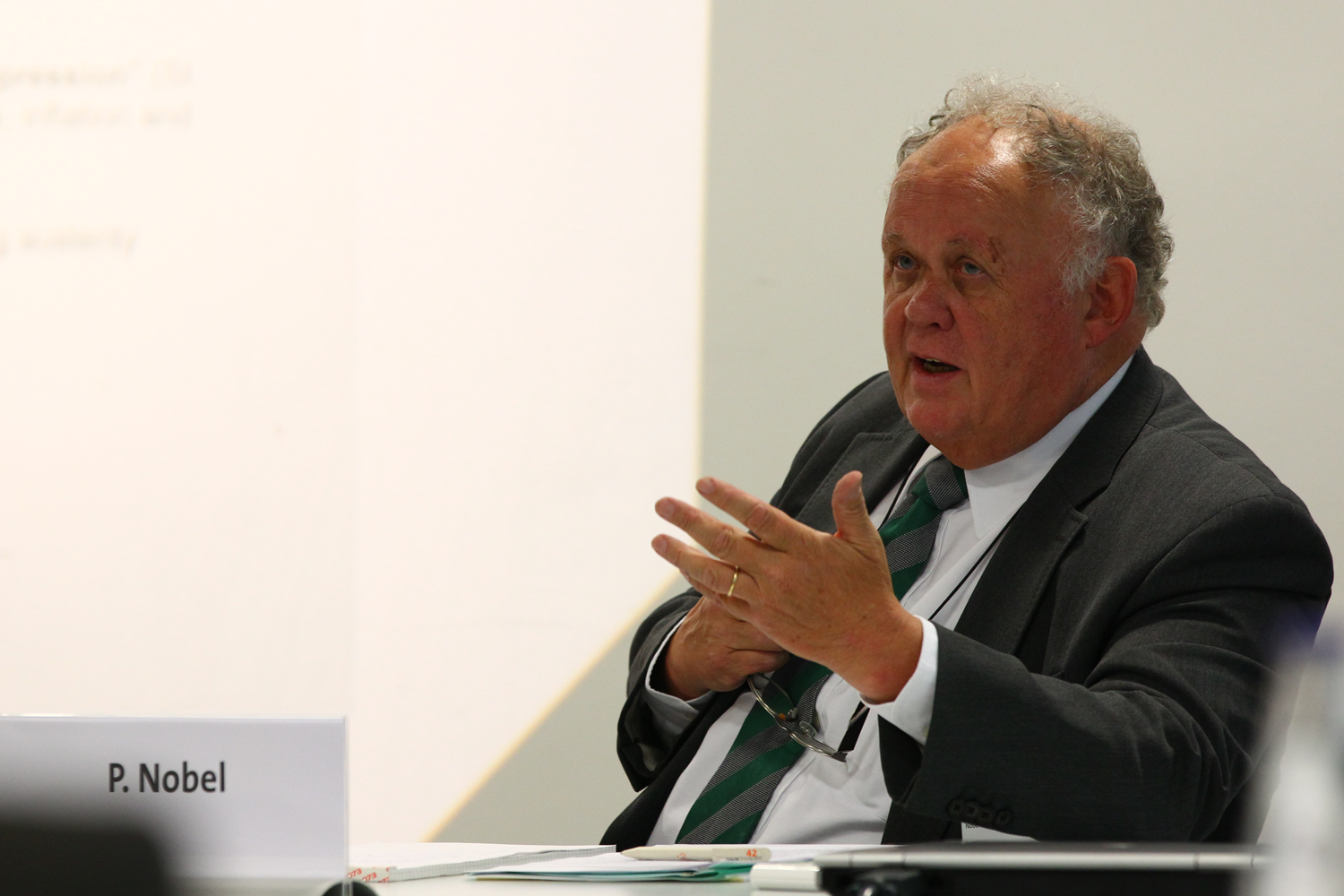
Peter Nobel, 2012

Peter Josef Nobel (* 17. Juli 1945 in St. Gallen) ist ein Schweizer Rechtswissenschaftler und Rechtsanwalt mit Schwerpunkt Wirtschaftsrecht und Kapitalmarktrecht.

## Leben
Peter Nobel wuchs in Flawil auf. Er besuchte die Kantonsschule am Burggraben in St. Gallen, studierte dann Wirtschaftsrecht und Staatswissenschaften an der Universität St. Gallen (HSG) und beendete sein Studium mit einer Dissertation zum Thema «Europäisierung des Aktienrechtes» (Dr. rer. publ.). Anschliessend war er während drei Jahren als wissenschaftlicher Assistent bei Arthur Meier-Hayoz an der Universität Zürich tätig (Handels- und Gesellschaftsrecht) und verbrachte während der nachfolgenden 1 ½ Jahre einen Forschungsaufenthalt an der Universität Göttingen bei Franz Wieacker (rechtsgeschichtliche Aspekte im Bereich des Gesellschaftsrechts). Nobel war Visiting Scholar an der Lomonossow-Universität in Moskau als Assistent von Professor Denissow (General Theory of Law) sowie an der Columbia University School of Law in New York.
Er wurde im Jahr 1981 zum Privatdozenten an der Universität St. Gallen habilitiert, wo er ab 1982 eine regelmässige Lehrtätigkeit ausübte. 
Am 1. April 1984 wurde er zum Titularprofessor und auf den 1. Oktober 1997 zum Extraordinarius für Privat-, Handels- und Wirtschaftsrecht an der Universität St. Gallen ernannt, wo er auch Direktor am Institut für Europarecht war. Am 11. Mai 2010 wurde er emeritiert.
Per 1. März 2007 wurde er zum ordentlichen Professor ad personam für schweizerisches und internationales Handels- und Wirtschaftsrecht an der Rechtswissenschaftlichen Fakultät der Universität Zürich ernannt, emeritiert wurde er am 31. Juli 2012.
Er führte diverse bankrechtliche Lehrgänge an der Universität Bern und an der Universität Genf durch und hielt die Spezialvorlesung «Internationale Rechtshilfe in Zivil-, Verwaltungs- und Strafsachen» an der Universität Zürich und an der Universität St. Gallen. 
Von 1995 bis 2013 war er Chefredaktor des Periodikums Schweizerische Zeitschrift für Wirtschaftsrecht (SZW). Zwischen 2006 und 2015 war er zudem Redaktor des Periodikums Jusletter. Nobel verfasste zahlreiche Publikationen in verschiedenen Rechtsgebieten.

## Politische Tätigkeiten
Von 1971 bis 1979 war Nobel erster Präsident der JUSO.

## Berufliche Tätigkeiten
Nobel erwarb die Zulassung zum Rechtsanwalt im Jahr 1980. 1982 eröffnete er eine eigene Kanzlei (heute Nobel & Hug). Während 17 Jahren (1980 bis 1997) war er als Ersatzrichter am Obergericht/Handelsgericht des Kantons Zürich mit regelmässigem Einsatz als Instruktionsrichter tätig; 1998 wurde er zum Handelsrichter gewählt. 1988 bis 2000 war er Mitglied der Eidgenössischen Bankenkommission (EBK).
Nobel tritt regelmässig als Berater, Gutachter und Supervisor in Wirtschaftsverfahren auf. Er war auch Anwalt von Friedrich Dürrenmatt und dessen Willensvollstrecker.
Er ist Kunstsammler und lebt in Zürich.